# 帕德梅·艾米达拉
帕德梅·艾米达拉（Padmé Amidala），亦稱帕德梅·纳贝莉（Padmé Naberrie），是乔治·卢卡斯太空歌剧《星球大战》系列中的虚构角色。她最初出现在1999年的电影《星際大戰首部曲：威脅潛伏》中，当时的身份是纳布星球上的年轻女王。在前传三部曲的后两部中，帕德梅成为纳布星球驻银河参议院的代表。该角色亦出现在3D動畫影集《星際大戰：複製人之戰》和与星球大战有关的文学作品当中。在电影中，帕德梅与安納金·天行者秘密结婚，她是卢克·天行者和莉亚公主的生母。
在《星際大戰首部曲：威脅潛伏》中事件发生前14年，帕德梅出生于纳布星球上的一个小山村。她原名帕德梅·纳贝莉，后尊称为艾米达拉女王和艾米达拉参议员。在银河共和国中，她是重要的政治人物，坚持民主原则和法制。
乔治·卢卡斯在1970年代创作的星球大战剧本初稿中并没有提及作为卢克和莉亚生母的帕德梅；在1983年的《星際大戰六部曲：絕地大反攻》中则含糊地提及了她，不过当时并未对该角色进行深入的挖掘。直到1999年至2005年期间制作的前传三部曲中，该角色的形象才逐渐饱满起来。在前传三部曲中，娜塔莉·波特曼饰演了帕德梅一角，而她在其中所穿着的服饰则是由服装设计师特丽莎·毕嘉设计制作。

## 角色概述
帕德梅作为星球大战系列电影中的主要角色之一，对前传三部曲的故事情节发展产生了重要影响。此外，该角色也出现在星球大战“扩充宇宙”的小说和漫画等作品中，其形象得到了进一步的丰富。她也是两部与星球大战有关的书籍中的主人公。

### 星球大战VI：绝地归来
天行者卢克和莉亚公主的生母在1983年的电影《星球大战VI：绝地归来》中首次提及，但是当时没有提及她的名字。在丛林星球恩铎上伊沃克人的村庄中，卢克告知了莉亚他们是孪生兄妹，而达斯·维达则是他们的父亲。当问及莉亚是否还记得生母时，她表示记得一些关于母亲的影像和感觉。当卢克希望知道更多细节的时候，莉亚辩解道：“在我很小的时候她就死了”，她说道“她非常美丽，善良，但是却十分哀伤”。卢克则坦承他没有关于生母的一丝回忆，他们的谈话随之结束，卢克离开了村庄去迎战达斯·维达。

### 星球大战I：魅影危机
帕德梅在前传三部曲中的第一部中首次亮相。这部电影中的事件发生于《星際大戰四部曲：曙光乍現》之前32年。此时的帕德梅是年仅14岁的纳布民选女王，正致力于结束贸易联盟对该行星的占领行动。她尝试与贸易联盟总督紐特·岡雷直接谈判，而后者则试图暗杀帕德梅。在绝地大师奎刚·金及其徒弟欧比王·肯诺比的帮助下，帕德梅得以逃脱囚禁，但是他们被迫降落在沙漠行星塔图因之上。伪装成侍女的帕德梅在该行星上遇见了年仅9岁的天行者安納金及其母亲萨米。她见证了安納金第一次获得竞速赛的胜利——这次胜利让安納金重获自由。
在抵达考路斯坎之后，帕德梅会晤了帕尔帕庭，后者鼓动她在参议院中提出解决纳布星球与贸易联盟纠纷的呼吁以及对共和国首相菲尼斯·瓦罗鲁姆的不信任动议。最终，菲尼斯去职，而帕尔帕庭则成为新一任银河共和国首相。帕德梅并不知道帕尔帕庭就是西斯大帝达斯·西迪欧斯，后者正操控着贸易联盟实施种种阴谋以达到控制共和国的目的。帕德梅重返纳布星球，在奎刚·金和欧比王·肯诺比的帮助下，联手冈嘎大军击败了贸易联盟的机器人军队。

### 星球大战II：克隆人的进攻
在该部电影中，帕德梅仍然是一个重要的角色。故事发生于《星際大戰首部曲：威脅潛伏》之后10年。此时的帕德梅已经是纳布驻银河参议院的代表，并且是一个反对建军法案——该法案将准许共和国建立一支由克隆人组成的军队——的派别的领袖。此时，银河共和国受到了日渐增长的分裂活动的威胁。而帕德梅则成为了贸易联盟的暗杀目标，于是安纳金·天行者——现在他是欧比王·肯诺比的徒弟——便被派去保护帕德梅。之后，帕尔帕庭将帕德梅送往纳布星球藏匿。在此间，她与安纳金均深受对方吸引，但相互之间仍然保持着一种柏拉图式的关系。
安纳金预感到他母亲遭遇不幸，帕德梅遂陪伴安纳金前往塔图因营救其母，但最后其母仍然死于塔斯肯袭击者之手。安纳金夺回了母亲的遗体，并向帕德梅承认其屠杀了整个塔斯肯部落。帕德梅虽然为其行为所困扰，最后仍然原谅了他。
此时他们收到了欧比王·肯诺比发出的信息，后者在吉奥诺西斯星球上为分裂主义领导者杜库伯爵抓获。帕德梅和安纳金前去营救他，结果两人也相继被抓获，并将在吉奥诺西斯鬥獸場中被处以死刑。在鬥獸場中，他们相互表达了爱意，并在最后时刻为梅斯·温杜和尤达所领导的绝地武士和克隆人军队所营救。这场战斗揭开了克隆人战争的序幕。之后，帕德梅和安纳金在纳布星球上秘密结婚，机器人R2-D2和C-3PO为其证婚人。

### 星球大战III：西斯的复仇
《星球大战III：西斯的复仇》的故事发生在第二部之后3年。安納金在一次战斗之后凯旋之时，帕德梅告知他她已有身孕。她密切注意帕尔帕庭，并怀疑他可能成为獨裁者，利用克隆人战争在紧急状态时期掌握大量的权力并操控参议院和法院。后来帕德梅见证了帕尔帕庭宣布戒严法，将银河共和国变制为银河帝国，帕尔帕庭加冕为皇帝。在参议院的一片欢呼声中，帕德梅说道：“自由就这样在轰鸣的掌声中被埋葬了”。
同时，帕德梅也察觉到了安納金在梦见她死于难产后的变化。虽然她并不相信安納金的预感，但是对她即将死去的恐惧却让安納金投向了原力的黑暗面，最终变成达斯·维达；帕尔帕庭向安納金承诺他将拥有阻止帕德梅死去的力量。在帕尔帕庭攫取到绝对权力之后，欧比王·肯诺比告知帕德梅：安納金已经变为一个西斯武士并屠杀了绝地圣殿中的所有人，包括孩子。帕德梅拒绝相信，但仍前往穆斯塔法星寻找安納金，希望查明真相。帕德梅在见到安納金后请求他逃离帕尔帕庭的控制，和她一同离开。然而此时的安納金已经失去了理智，拒绝了她的请求，并扬言他计划推翻帕尔帕庭，这样他们夫妻两人就能一起统治银河系。帕德梅感到恐惧，并且意识到安納金确实发生了改变，他将帮助帕尔帕庭摧毁共和国以及绝地武士。此时藏匿在飞船中跟踪而至的欧比王·肯诺比现身了，安納金斥责帕德梅背叛了他，并使用原力的黑暗面卡住她的脖子，使其昏迷过去。
欧比王·肯诺比在光剑对决中击败安納金后，即将帕德梅送往了一个设置在小行星上的隐秘的基地马萨波利斯。尽管医疗机器人全力营救，但由于失去了生存的意愿，她仍然死于难产，留下了一对双胞胎，卢克和莉亚。她的临终遗言是“欧比王，他内心还有善存在。我知道……我知道还有……”而在改编小说中，帕德梅则与欧比王·肯诺比一同前往了塔图因。
帕德梅的遗体送返纳布星球，人们为她举办了一个盛大的葬礼。她留下的双胞胎被分开，并被藏匿起来以躲避皇帝及他们父亲的搜捕：卢克·天行者被带到塔图因交予卢克的叔叔及其妻子贝茹·拉斯收养，莉亞则由奧德蘭的王子贝尔·欧嘉纳收养，成为公主。
尽管达斯·维达成为了邪恶的西斯君主，但是帕德梅的去世使他深陷苦恼而无法自拔。
前传三部曲中的一些删节场景中也出现了帕德梅·艾米达拉。这些场景包括：在《克隆人的进攻》中，她向其父母——卢维和约芭尔·纳贝莉介绍安納金，她向安納金介绍其救济难民的慈善活动；在《西斯的复仇》中，她在克隆人战争期间抗议帕尔帕庭政府，与参议员拜耳·欧嘉纳、蒙·茉诗玛等人一同加入了一个希望维持共和的联盟——即后来的反抗联盟。

### 星球大战之克隆战争（2003年-2005年）
在《星球大战之克隆战争》这部于2003年至2005年期间在卡通频道中播出的动画连续剧中，帕德梅·艾米达拉总共在7集中登场亮相。该角色由格蕾·德·莱斯丽配音。在该系列中，帕德梅隐匿在科洛桑，与其丈夫天行者安納金秘密生活在一起，躲避貿易联邦总督纽特·冈睿所雇杀手的暗杀。此时的安納金正在参与克隆人战争。帕德梅担忧安納金的安全，但是仍然为其在战斗中所获胜利和顺利结业成为一名绝地武士而高兴。
在其中一集中，当帕德梅与尤达大师一同乘坐飞船旅行时，尤达大师感觉到了来自冰冻行星伊鲁姆的原力的扰动。尽管其安全护卫泰弗队长表示反对，她仍然同尤达大师一同前往伊鲁姆解救绝地武士卢米娜拉·安都里及其学徒芭丽丝·奥菲——后者在绝地圣殿被摧毁前刚刚完成绝地武士的训练。在克隆人战争中，帕德梅是日渐孱弱的共和国的外交决策者之一。在外环星域被围困期间，他和泰弗队长前往布里阿哈行星劝说当地居民协助共和国对抗分裂势力。

### 星球大战：克隆人战争（CG动画电影）
在《星球大战：克隆人战争》中，帕德梅共出场四次。在该剧中，安納金及其新学徒阿索卡·塔诺奉派出寻贾巴哈特的儿子罗塔。帕德梅则前往贾巴的叔叔基洛在考路斯坎的住所与之会见，目的是劝说基洛站在绝地武士这一边并安排她与贾巴会谈，后者误认为共和国安排了对他的绑架并将要处决他。但是基洛对其所言毫无兴趣，并驱逐了帕德梅。不过这位足智多谋的参议員仍然躲过了警卫兵，成功的窃听到基洛与杜库伯爵的一段谈话。
通过这段谈话，帕德梅得知基洛已经加入分裂分子阵营，作为交换条件，他将成为哈特家族的统治者，为此他策划了绑架贾巴儿子的阴谋，并嫁祸于绝地武士，从而使得贾巴向绝地武士复仇；这最终将是贾巴自取灭亡，从而他，基洛将成为哈特家族的唯一统治者。不幸的是，在窃听过程中帕德梅被发现并被捕。杜库伯爵建议基洛杀死帕德梅，以向纽特·冈睿领取悬赏。
尽管战斗机器人没收了帕德梅的通讯器和武器，但是当C-3PO试图联系她时，她仍巧妙地哄骗机器人激活了她的通讯器。在机器人毁坏该通讯器前，她快速的解释了其所处的困境。为此，基洛计划让其死于一场“意外”，但是最后时刻C-3PO带着一支克隆人考路斯坎卫队前来营救她。他们摧毁了所有的作為衛兵的刺客机器人并将基洛抓获。之后帕德梅与贾巴取得了联系，此时他正准备处决安納金和阿索卡。帕德梅迫使基洛承认了其所策划的阴谋，贾巴则答应释放两位绝地武士，并惩罚基洛。
在安納金和阿索卡獲釋之后，帕德梅继续争取哈特家族加入共和国的阵营，如若成功，这将使得共和国战舰能够使用哈特家族不为人知的多维空间航道，这将成为共和国凌驾于分裂分子的优势。

### 星球大战：克隆人战争（连续剧）
在《星球大战：克隆人战争》第一季中，帕德梅共在7集中出场。该剧与2008年推出的星战电影同名。

### 星球大战文学作品
在前传三部曲推出之前，星球大战相关的小说和漫画已经介绍了帕德梅的背景。作为《星球大战故事集》的组成部分出版的特里·莫尔的漫画《夏日的梦》将故事背景设置在《魅影危机》之前1年，此时的帕德梅还是希德公主（希德是纳布的首都）。一个名为朗·拉果的年轻人爱上了帕德梅，但是她自认为其所承担的对人民的责任高于自身的快乐，于是拒绝了他。拉果是当时在位的纳布君主魏鲁纳王的一名顾问的儿子。
在詹姆斯·卢西诺所著的小说《星球大战：骗术的伪装》中，魏鲁纳王由于腐败的指控而被迫逊位。帕德梅當選为纳布女王，后来她联系到帕尔帕庭，告知他魏鲁纳王被神秘地杀害。这件事导致了贸易联盟对纳布星球的封锁。她向帕尔帕庭坦承：“纳布星球承担不起卷入与贸易联盟纠纷的后果。”
也有部分星球大战文学作品讲述了帕德梅对纳布星球的统治。裘德·沃森所著青少年小说《星球大战Ⅰ：艾米达拉女王》讲述了帕德梅成为女王初期的经历及其从贸易联盟手中死里逃生的故事。另一部由朱利安尼·巴尔梅所著的小说《女王的护身符》则讲述了《魅影危机》中的事件发生前夕帕德梅与其侍女萨比之间的亲密友谊。埃里克·帖门斯的漫画《纳布的艺术家》则讲述了一个纳布星球上默默无闻的年轻艺术家被帕德梅的美貌所吸引，他为帕德梅画了许多画像，并在危急时刻冒着生命危险去营救她。该漫画收录于黑马漫画出版的《星球大战：想象故事集》中。
詹姆斯·卢西诺所著的小说《迷途的恶魔》（2005）则关注了帕德梅在2000代表团——即银河参议院针对帕尔帕庭日渐增长的专制主义所展开的反抗运动——所扮演的角色。2000代表团首要的关切是帕尔帕庭提出来的增加对公众进行监督和限制行动自由的权力的要求。此时，帕德梅仍然相信在危机结束之后，帕尔帕庭将会放弃这些权力。“他并不顽固，”她对拜耳·欧嘉纳说道，“你不如我那般了解他。他会考虑我们的关切。”
依据星球大战前传三部曲情节所改写的小说则透露了许多电影未涉及的信息。特里·布鲁克斯所著《星球大战Ⅰ：幽灵的威胁》一书中包含了奎刚·金与欧比王·肯诺比的一段对话。奎刚·金形容纳布女王面对贸易联盟的封锁显得“有点无知”。R.A.萨尔维托所著《克隆人的进攻》则包含了帕德梅經贾米拉女王任命为参议员不久之後与其姐姐索拉·纳贝莉的谈话细节。索拉责怪她忽视了自己的私人生活：“帕德梅·艾米达拉该怎么办？你曾经想过自己应该怎样更好的生活吗？”马修·斯托弗所著的《西斯的复仇》则讲述了帕德梅在反抗联盟形成过程中所起的作用。斯托弗描写到了达斯·维达对其爱妻去世的反应：维达自责道“你杀了她是因为，到最后当你能够拯救她，能够远离他，能够为她着想的时候，你却只想到了自己……”
在小说和漫画中，帕德梅曾经以全息图像和闪回的形式在原始三部曲中的事件发生之后出现过。在特洛伊·邓宁所著小说《国王乔伊纳》——“黑暗巢穴三部曲”之一，其故事背景设置为《新希望》之后35年——中，天行者卢克在R2-D2身上发现了一份54年前的全息图像记录，记录了当年安納金告知帕德梅他预感到她将死于难产时的场景。这是卢克第一次见到其生母。在R2-D2身上还发现了另外一份全息图像记录，记录了当年帕德梅和欧比王的一段谈话。在这段谈话中卢克和莉亚第一次知晓了他们生母的名字。在该三部曲的最后一部小说《群体战争》中，卢克和莉亚目睹了其生母难产和死亡的影像。

## 人物特点
在星球大战及其“扩充宇宙”中，將帕德梅·艾米达拉描繪为一个美丽而优雅的人物。在《星球大战：骗术的伪装》中，作者如此描述她：她有着“修长的身材和美丽、娇柔的容貌”。年纪轻轻，她身上即带着一种非凡的庄重感。显然，她最为看重的是她的责任。特里·布鲁克斯在其小说中描绘了异族人纽特·冈睿对其容貌的反应：“别人曾告诉冈睿，这位纳布女王十分美丽；但是冈睿却对人类的美貌毫无感觉，以奈莫迪雅星人的标准看来，她显得苍白而小巧。”不过布鲁克斯仍然写道：她是“年轻、美丽而宁静”的。
星球大战数据库则把她形容为“纳布星球上最优秀且最光彩夺目的人物之一”，“关心公众利益”。她十分关怀银河系中的弱势群体。在青少年时期，她即投身于公共事业。在改编小说《克隆人的进攻》中，帕德梅的姐姐索拉·纳贝莉对她说道：“你为你所肩负的责任而精疲力竭，却放弃了做自己想做的事情。”
帕德梅坚持使用外交手段来解决纠纷，是一个和平主义者。但同时她也反对绥靖主义，她希望使用“积极的谈判”使民主政体得以留存。星球大战数据库写道：“尽管帕德梅最初反对建立共和国军队，但是后来她仍然与新成立的克隆人军队并肩作战，反抗分裂势力的军队。”电影批评家多米尼克·梅侬和詹姆斯·尤悉尼形容帕德梅为“现代的亚马遜女战士”。
作为统治者和政治家，帕德梅并不信任官僚体制，并极力反对腐败现象，她所坚持的是民主和法治。她告诉安納金：“民众的统治并非民主……它只给予了民众想要的，而非他们所需的。”梅侬和尤悉尼认为：“她试图倡导和解和理性，但是共和国的混乱局面导致其怀疑参议院的效力。”前期她忠诚于共和国，但是后来开始怀疑共和国已经无法代表她所拥护的民主原则。在改编小说《西斯的复仇》中，帕德梅给拜耳·欧嘉纳和蒙·茉诗玛提出以下忠告：“做一个好的参议员。注意你们的态度，不要倨傲。事必躬亲，而非纸上谈兵。”
有些时候，帕德梅显得神秘而具有迷惑性。在布鲁克斯的改编小说《幽灵的威胁》中，形容她為“变色龙，大部分时候都以伪装的面具示人，只与其几个亲密的侍女保持着友谊。”一方面，她答应与安納金秘密结婚，却又与其他参议员谈论帕尔帕庭对安納金所施加的种种欺骗手段。网站Space.com的保罗·F·麦克唐纳观察到：“从星球大战第一集中可以看出艾米达拉身上所存在的二元对立：战争与和平，女王与平民，外貌与内心。但是不像其他具有双重性格的角色——他们往往深受这种双重对立的折磨，她能够很好的利用自己身上的这种二元对立。当她需要的时候，她可以变得冷漠而充满威严，但她也可以变成热情而可爱的帕德梅。”

## 角色概念及其构建
作为天行者卢克和莉亚公主的生母，帕德梅·艾米达拉在1983年的《星球大战VI：绝地归来》中首次提及。但是在《星球大战I：幽灵的威胁》之前，人们还不知道该角色的名字。为了表现该角色的特点，卢卡斯影业的概念设计师和服装设计师们为其设计了大量的服装衣饰。和莉亚·欧嘉纳一样，帕德梅这个角色的灵感来自于《飞侠哥顿》中的戴尔·雅顿。

### 角色构建
在星球大战最初的剧本草稿中，天行者卢克和莉亚公主的生母并未得到深入挖掘。据戴尔·波洛克介绍，天行者卢克最初命名为天行者斯塔基勒，而“莉亚最初则设定为欧文·拉斯与贝茹的女儿，也即卢克的堂妹——他们一同造访了卢克母亲的墓地，卢克的父母因为死星摧毁了其所居住的行星而丧生。”在一次访谈中，卢卡斯谈及了欧比王·肯诺比、卢克及莉亚等角色的构建过程，但是其中并不包括他们的母亲：
第一版的草稿讲述了一个公主和一个老将军的故事。第二版则包括了一个父亲、他的儿子和女儿等角色；他的女儿本是电影中的主角。但是现在这个女儿的位置为马克·哈米尔所饰演的卢克所取代。此前我们也曾将故事主角设置为一对兄弟，但是后来我把其中的弟弟角色变为妹妹。在故事中，哥哥遭到囚禁，而妹妹则必须去拯救他并带他去见他们的父亲。

电影史学家劳伦特·鲍泽里奥记录道在《星球大战VI：绝地归来》的第二版剧本草稿中包含了一段欧比王和卢克的对话，欧比王告诉卢克他有一个孪生妹妹，她和他们的母亲被“送往一个遥远的星系接受保护。但是他们的母亲到达后不久即去世了，卢克的妹妹则由本的一个朋友——阿尔德兰的总督及其妻子收养。”《星球大战：剧本附加说明》（1997年）中引用了卢卡斯的一段话：
电影中我未曾深入挖掘的部分即是卢克和莉亚的生母的去世。在早期的草稿中我曾撰写了一个与之有关的背景故事。在《星球大战VI：绝地归来》中，我希望孪生兄妹中的一人将保有关于其母亲的回忆。因为他们的母亲将成为新的三部曲中的关键人物。我正在努力，但是仍然犹豫不决：莉亚是否可能记得她。
《星球大战III：西斯的复仇》并未解释为何莉亚能够记得其生母。《滚石》杂志的电影批评家皮特·特拉维斯赞同卢卡斯尝试在《星球大战III：西斯的复仇》的最后一幕中将两部三部曲联系起来的做法，但是他也认为“这种联系显得过于苍白无力而且为时过晚。”他解释道：“将《星球大战III：西斯的复仇》列为经典并非是在玩弄‘皇帝的新装’的游戏，那样将是对其已取得成就的侮辱。”官方的星球大战信息来源则试图掩盖那些被人发觉的情节漏洞。例如星球大战数据库未加解释的做出如下说明：“莉亚只保留了关于其母亲帕德梅·艾美达拉的少数回忆。她只记得她美丽而悲伤。”
当卢卡斯在创作《星球大战I：幽灵的威胁》的剧本时，他构想了“帕德梅与莉亚公主之间的联系纽带，即女儿继承了母亲的事业。”娜塔莉·波特曼则说道：“嘉莉·费雪所饰演的这个角色无疑是强有力而聪明的，因为我认为这种特质是从母亲身上传承下来的。我认为乔治设定的艾米达拉这个角色也是强有力而聪明的，而这也使我意识到在我之前已有一个伟大的女演员诠释了一个激情四溢的角色。”保罗·麦克唐纳认为人们总是无法避免对这两个角色进行比较：“两人都陷入了与飞行员的爱情之中，两人说话时也时不时地带着一种英国腔调。”

### 娜塔莉·波特曼
乔治·卢卡斯、里克·麦克卡鲁姆和星探罗宾·格兰曾在200多名女演员中挑选饰演帕德梅·艾米达拉的合适人选。最终，他们选择了当时16岁的娜塔莉·波特曼。《星際大戰首部曲：威脅潛伏》的制片日志中记载：“该角色要求由一个能令观众信服其能够领导一个星球但同时又具有脆弱、坦率等特质的年轻演员来出演。”而波特曼在《杀手莱昂》（1994年）和《美丽佳人》（1996年）中的精彩表现则打动了卢卡斯。他声称：“我寻找的人选应该是年轻而坚强的，和莉亚十分接近；而娜塔莉具有了所有这些特点，并且，她还为这个角色带来了更多的东西。”
十分不同寻常的是，波特曼之前对于星球大战系列电影并不熟悉。“我的堂兄弟们十分痴迷于这几部电影，但是在我获得这个角色之前还从未看过它们，”她说道，“当机遇降臨的时候，我的堂兄弟们都激动万分，‘噢，天啊，你将出现在星战中！’”在一个CNN的采访中，她说道：“我当时并未真正意识到星球大战是多么庞大的一个项目……当我看到电影时，我真的喜欢上它们了，不过我仍然无法理解很多东西。”波特曼十分高兴能够饰演纳布星女王这个角色，她希望该角色能够成为一个经典：“扮演一个拥有强大权力的女王感觉真好。我认为这个行事强势，同时具备聪颖和领导人特质的年轻女性角色的出现是个好现象。”
在《星際大戰首部曲：威脅潛伏》中，波特曼必须饰演一个比其本身更年轻的角色。在《星球大战II：克隆人的进攻》中，该角色的年纪已经增长了10岁，而两部电影的拍摄间隔却只有3年。波特曼曾谈及：“（卢卡斯）希望我在《克隆人的进攻》中务必显得比安納金老成，这样才能让观众信服她的地位比安納金高，并让后者有一点的胁迫感。在她眼中，他还是一个小男孩——至少在电影的前半部中是这样的。”
波特曼签署了一份合同，同意在前传三部曲中饰演帕德梅一角。评论界对她的评价褒贬不一。詹姆斯·伯拉迪尼里认为其在《星際大戰首部曲：威脅潛伏》中的演出令人印象深刻。但是《票房》杂志的安莉·艾莉森则认为“波特曼的表演是僵硬而缺乏立体感的，而这可能是受电影中华丽而笨拙的服装的影像。”《今日美国》的麦克·克拉克则批评了波特曼和海登·克里斯滕森，“两人的言谈都毫无特色，不过克里斯滕森在未受波特曼影响的情况下，还能够在其优先的语调中调动起些许情绪。”《乡村之声》针对《星球大战III：西斯的复仇》的评论则抱怨道：“甚至连电脑合成的角色格里弗斯将军和R2-D2的表现都比娜塔莉·波特曼和海登·克里斯滕森两人令人信服。”而《旧金山纪事报》的麦克·拉萨利则认为波特曼的表演令《星球大战III：西斯的复仇》更为出色且更具有悲剧性。
许多评论将波特曼的表现归咎于卢卡斯的导演和剧本。例如罗杰·埃伯特就曾批评《星球大战II：克隆人的进攻》“影片大部分都沉湎于帕德梅和安納金两人的罗曼史之中，这使得两人的表现都只能局限于那最为基础且令人厌倦的爱情主题之中，对于两人来说，爱情似乎更像是一种折磨，而非幸福。”他对《星球大战III：西斯的复仇》也保佑类似的观点：“认为乔治·卢卡斯无法创作爱情剧本还是一种比较保守的观点；甚至连贺卡都能表达出比之更多的情感。”《综艺》杂志的托德·麦卡锡同样也认为：“卢卡斯并不擅长创作并指导两人之间的亲密情感戏”，他认为这束缚了波特曼的表演。

### 服装
在《星際大戰首部曲：威脅潛伏》中，帕德梅·艾米达拉的服饰由概念设计师伊恩·麦凯格和服装设计师特丽莎·毕嘉共同设计；在《星球大战II：克隆人的进攻》中，概念设计师德莫特·鲍尔亦加入了该电影的服装设计行列。毕嘉在前传三部曲中均担任了服装设计师。 电影中的许多服装设计灵感来自不同文化中的历代皇家服饰。例如，《星際大戰首部曲：威脅潛伏》中帕德梅在银河参议院中穿着的设计灵感即来自蒙古帝国时期成吉思汗的皇后孛儿帖的服装。《星球大战II：克隆人的进攻》中帕德梅于旅行中所穿的礼服则是依照1903年拍摄的照片中大公夫人、俄罗斯的谢尼娅·亚历山德拉穿着的17世纪俄罗斯传统服饰设计制作的。
相较于最初的星球大战三部曲，前传三部曲中的服饰制作更为精良。卢卡斯认为前传三部曲中的银河共和国是一个十分繁荣的社会。在评论两个系列的三部曲的差别时，嘉莉·费雪说道：“哈里森·福特在三部曲中只需要穿着同样的一套服装，而我则曾经抱怨自己必须要换六套服装。但是我的‘母亲’——娜塔莉·波特曼——可能总共要更换三百万套服装吧。甚至当她走过一段走廊之后就需要换上另外一套服装。这就像利伯雷斯的科幻小说中写到的。”特丽莎·毕嘉则透露道，在《星際大戰首部曲：威脅潛伏》中最初只为艾米达拉女王准备了三套服装，但是“（卢卡斯）最终决定每次女王出场都将换上不同的服装。”卢卡斯则解释道：“处在她这个地位上的人物在不同的场合改变穿着是一件很自然的事情。”
除了美学方面的考虑之外，服装设计也被要求反映电影关键剧情的发展。在《星際大戰二部曲：複製人全面進攻》中，卢卡斯希望帕德梅的服饰能够成为电影中的一个浪漫元素。他建议让帕德梅的服饰能“更为自然的体现机体美”。特丽莎·毕嘉记载道卢卡斯希望“通过紧身的服饰体现出帕德梅的性感、华丽和年轻。”对于《星際大戰三部曲：西斯大帝的復仇》，毕嘉则说道：“我们知道帕德梅在整部电影中都处于怀孕状态，但同时外界的任何人都不知道这个状况。所以我选用了材质较为柔软的纤维织物。”
毕嘉所领导的团队设计的某些服装并未出现在最终上映的电影版本中。如《星際大戰首部曲：威脅潛伏》，帕德梅在出席2000代表团会议时曾穿着了一套多色的“孔雀礼服”，以及一套“绿色天鹅绒长袍”，上述场景在后期制作时删除。毕嘉认为那套“孔雀礼服”是其最为钟爱的设计，而设计这些服装则花费了大量的时间和金钱。
1999年的日本杂志《High Fashion》和2002年的《流行》杂志分别刊登了《星際大戰首部曲：威脅潛伏》和《星際大戰二部曲：複製人全面進攻》中帕德梅所穿着的众多服饰。在2005年洛杉矶时装设计营销学院一个名为“银河系服饰展：星球大战中的服饰”的活动中，这些服饰得到了展览。特丽莎·毕嘉因为在《星際大戰首部曲：威脅潛伏》和《星際大戰二部曲：複製人全面進攻》中的服装设计工作赢得了2000年和2003年土星奖中的最佳服装设计奖；2006年，她还因为《星際大戰三部曲：西斯大帝的復仇》获得了该奖项的提名，但是该奖项最终頒給《纳尼亚传奇：狮子·女巫·魔衣橱》的服装设计师伊西斯·穆森登。

## 相关连结
- 星际大战官方网站 （页面存档备份，存于）
- 星球大战论坛
- 星球大战——STAR WARS
- 星际大战的发源地 （页面存档备份，存于）